# 花天月地
『花天月地』（かてんげっち）は、アンダーグラフ初のミニアルバム。

## 概要
オリジナル作品としては1年11か月振りとなるリリース。また、本作がユーズミュージック内に設立した自主レーベル「Acorn Records」（エイコーンレコーズ）からの第一弾作品となる。
タイトルの「花天月地（カテンゲッチ）」は、「-天を埋め尽くす程に花が咲き溢れ、月が明るく大地を照らす-」という「春の一夜」の情景を切り取った四字熟語から。
六季（春・梅雨・夏・秋霖・秋・冬）をテーマに、それぞれの季節を綴った楽曲は、「郷愁」という「アンダーグラフ」の原点を感じさせる意欲作である。

## 収録曲
1. 時代
MBC南日本放送（鹿児島）音楽委員会 5月度推薦曲
2. サンザシ（Album　Version）
本作のリード楽曲。ライブ会場限定シングルの別バージョン。3分59秒前後で効果音が追加されている。
3. 太陽維新
読売テレビ『2011 ytvプロ野球中継イメージソング』
4. 三日月の長雨
「ツバサ」のアンサーソング（アンダーグラフ・スタッフダイアリーより）
5. 我忘レ和ルツ
6. 最後の雪